# Franse parlementsverkiezingen 1958
Op 23 en 30 november 1958 werden er parlementsverkiezingen in Frankrijk gehouden. Het waren de eerste verkiezingen tijdens de Vijfde Franse Republiek.

## Aanloop
Sinds 1954 was de Vierde Franse Republiek in de Algerijnse Oorlog verwikkeld met het antikoloniale Front de libération nationale (FLN). In mei 1958 werd Pierre Pflimlin van de christendemocratische Mouvement républicain populaire (MRP, Republikeinse Volksbeweging) premier. Pflimlin wilde onderhandelen met de FLN wat felle Franse nationalisten resoluut van de hand wezen. Op 13 mei 1958 braken er rellen uit in Algiers. Het leger was op de hoogte van situatie in de Algerijnse hoofdstad en ondersteunde de oprichting van een Comité de Salut Public ("Comité voor Nationale Redding") voor het behoud van Frans Algerije met zogenaamde "ultra's" (militaire ultranationalisten). Generaal Jacques Massu vroeg om de terugkeer van generaal Charles de Gaulle, in zijn ogen de enige man die Frankrijk kon redden van een dreigende burgeroorlog.
Het kabinet-Pflimlin durfde niet hard op te treden tegen de "ultra's". Op 25 mei werd Corsica door "ultra's" (in dit geval parachutisten) bezet. De door de regering gezonden troepen werden door de parachutisten ontwapend. Op 28 mei 1958 bood Pierre Pflimlin zijn ontslag aan bij president René Coty. Op 29 mei verzocht president Coty De Gaulle om een kabinet te vormen. 
Het door De Gaulle gepresenteerde kabinet kreeg met 339 tegen 224 stemmen het vertrouwen van de Franse Nationale Vergadering. Op 1 juni 1958 was De Gaulle premier. De meeste politici - zowel van links als van rechts - stonden achter De Gaulle, met uitzondering van de communisten en enkele andere politici zoals François Mitterrand en Pierre Mendès France. Mitterrand noemde de machtsovername van De Gaulle "een coup tegen de republiek." 

## Nieuwe grondwet
De Gaulle wilde komaf maken met de machteloze Vierde Franse Republiek en de presidentiële macht versterken. Op 3 juni 1958 keurden beide kamers van het parlement een wet goed die de regering volmacht gaf een nieuwe grondwet op te stellen volgens een uitzonderlijke procedure. Op 28 september 1958 werd een volksraadpleging georganiseerd waarbij 79,2% van de kiezers de nieuwe Franse grondwet goedkeurde.

## Parlementsverkiezingen
Op 20 en 30 november 1958 vonden verkiezingen plaats voor een nieuwe Franse Nationale Vergadering (Assemblée Nationale) op basis van een twee-rondesysteem. In kiesdistricten waar kandidaten op 20 november geen absolute meerderheid hadden behaald, kwam een tweede ronde op 30 november. De door de Gaullisten in oktober 1958 in het leven geroepen Union pour la nouvelle République (UNR, Unie voor de Nieuwe Republiek) won de verkiezingen glansrijk.
Op 21 december 1958 werd Charles de Gaulle door een kiescollege gekozen tot president van Frankrijk. Op 8 januari 1959, daags na de proclamatie van de Vijfde Franse Republiek, volgde Michel Debré (UNR) De Gaulle op als premier.

## Uitslag
| Partijen en coalities                                                                          | % (1ste ronde) | Zetels (2de ronde) |
| ---------------------------------------------------------------------------------------------- | -------------- | ------------------ |
| Unie voor de Nieuwe Republiek (Union pour la nouvelle République)                              | 17,6%          | 189                |
| Franse Sectie van de Arbeiders Internationale (Section française de l'Internationale ouvrière) | 15,5%          | 40                 |
| Nationaal Centrum van Onafhankelijken en Boeren (Centre National des Indépendants et Paysans)  | 13,7%          | 132                |
| Overige (centrum-)rechtse partijen                                                             | 11,8%          | 81                 |
| Republikeinse Volksbeweging (Mouvement Républicain Populaire)                                  | 9,1%           | 57                 |
| Radicaal-Socialistische Partij (Parti Radical-Socialiste)                                      | 8,4%           | 35                 |
| Totaal "Pro-republikeinse meerderheid"                                                         | 76,2%          | 534                |
| Franse Communistische Partij (Parti Communiste Français)                                       | 18,9%          | 10                 |
| Uiterst rechts                                                                                 | 3,3%           | -                  |
| Unie van Democratische Krachten (Union des Forces Démocratiques)                               | 1,7%           | 2                  |

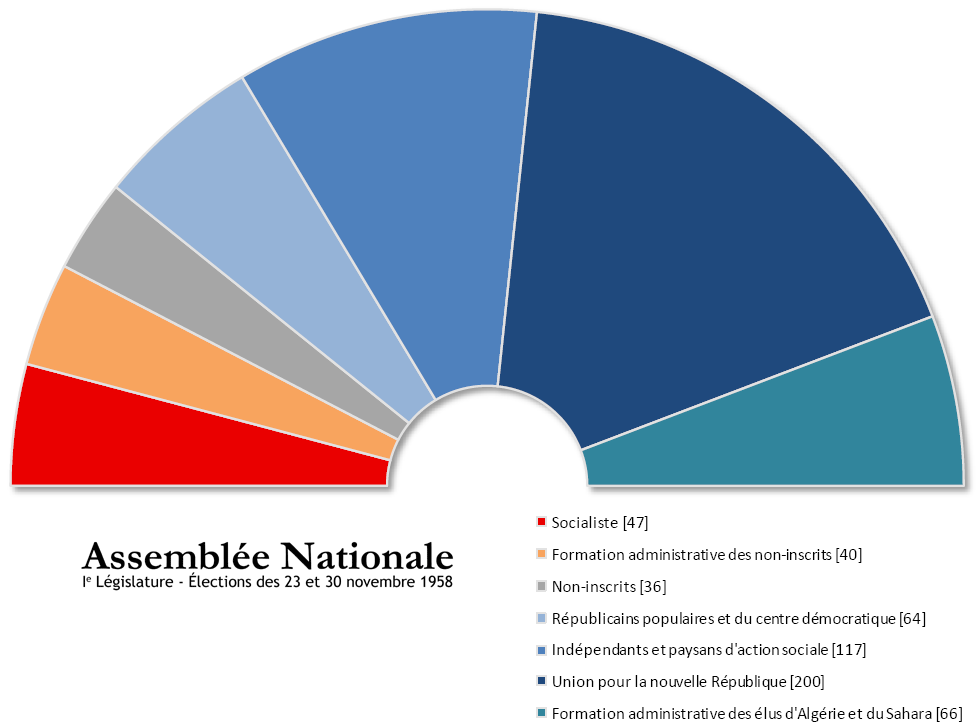
Verkiezingsuitslag

- 22,9% van de kiesgerechtigen bracht haar stem niet uit tijdens de eerste ronde van de parlementsverkiezingen.
- 29,3% van de kiesgerechtigen bracht haar stem niet uit tijdens de tweede ronde van de parlementsverkiezingen.